# Weinbau in Alabama
Weinbau in Alabama bezeichnet den Weinbau im amerikanischen Bundesstaat Alabama. Gemäß US-amerikanischem Gesetz ist jeder Bundesstaat und jedes County per definitionem eine geschützte Herkunftsbezeichnung und braucht nicht durch das Bureau of Alcohol, Tobacco, Firearms and Explosives als solche anerkannt zu werden.
Seit dem Jahr 2002 erlebt der Weinbau in Alabama einen beträchtlichen Aufschwung. In diesem Jahr wurden mittels einer Agrarreform die bislang bestehenden Beschränkungen für Weingüter gelockert. Die Weinbauern konzentrieren sich auf den Anbau französischer Hybridreben sowie amerikanischer Reben aus der Familie der Vitis rotundifolia (Muscadine genannt). Rebsorten aus der Familie der Vitis vinifera (die sogenannten europäischen Edelreben) werden häufig von der Rebkrankheit Pierce’s disease befallen. Bislang gibt es in Alabama noch keine genauer definierte Herkunftsbezeichnung in Form einer American Viticultural Area.